# Tusenårsriket
Tusenårsriket är ett begrepp baserat på Uppenbarelsebokens kapitel 20, där Kristus och hans heliga regerar under tusen år, medan Satan hålls fången. Kiliasm är lära om det tusenåriga riket.

## Olika tolkningar

Olika kristna tolkningar av när tusenårsriket ska komma.

När tusenårsriket "äger rum" tolkas på olika sätt inom kristendomen.
Premillennialismen säger att tusenårsriket är perioden mellan Kristi återkomst och yttersta domen, d.v.s. att Jesu återkomst äger rum före tusenårsriket, därav pre-millennialism. I denna form kommer Jesus styra över ett världsligt kristet rike som kommer vara i tusen år, före dömandet och inträdandet i himmelriket och människans slutgiltiga återförenande med Gud. 
En variant av premillennialismen är dispensationalismen som lär att de troende tas till himmelen i det s.k. Uppryckandet (eng. the Rapture), och att därefter följer "vedermödans tid". Efter denna tid kommer Jesus tillbaka till jorden tillsammans med kyrkan, och tusenårsriket börjar. Dispensationalismen kallas också för darbyism efter John Nelson Darby som utvecklade den. 
I motsats till premillennialismen hävdar postmillennialismen att Kristi återkomst och yttersta domen är samma händelse och äger således rum samtidigt, och att denna händelse föregås av tusenårsriket. Med andra ord, Jesu återkomst äger rum efter tusenårsriket, därav post-millennialism. Detta väcker vissa teologiska frågor kring tusenårsriket och hur dess millennära innehåll ska komma till stånd och identifieras utan Jesu närvaro. Den ligger således nära judisk syn på messias, med en politisk, världslig härskare som återupprättar kristenheten. 
En ytterligare tolkning är amillennialismen som tolkar de tusen åren andligt; att tusenårsriket består i Kristi andliga fridsrike, den kristna eran från Jesu tid fram till Kristi återkomst och den yttersta domen. Denna förståelse är den mest utbredda inom kristenheten.

## Begreppet utanför kristen tro
Även fascism har inspirerats av tanken på tusenårsriket (jämför Hitlers Tredje rike) och upprättandet av en ideal tillvaro utan synd.